# 泰德·拉索：錯棚教練趣事多
《泰德·拉索：錯棚教練趣事多》（英語：Ted Lasso）是一部美国体育喜劇劇情网络电视，由傑森·蘇戴西斯、比尔·劳伦斯、布兰登·亨特、乔·凯利（Joe Kelly）开发，基于傑森·蘇戴西斯在NBC体育报道英超联赛的一系列宣传片中首次塑造的同名角色。该剧讲述了美国大学橄榄球教练泰德·拉索受雇执教一支英国足球队的故事，该球队老板试图以此来报复她的前夫。拉索尝试用他的乡土气息和乐观的态度来赢得持怀疑态度的英国市场，同时解决他在这项运动中缺乏经验的问题。
第一季共10集，于2020年8月14日在Apple TV+首播三集，之后每周一期。第二季共12集，于2021年7月23日首播。2020年10月，该系列推出第三季。
该剧获得了评论家的好评，尤其是对其表演、写作和振奋人心的基调和主题的赞誉。其第一季获得了20项黃金時段艾美獎的提名，成为艾美奖历史上获得提名最多的新生喜剧，傑森·蘇戴西斯、汉娜·沃丁厄姆和布雷特·戈德斯坦因其表演而获奖，该剧还获得了2021年黄金时段艾美奖的杰出喜剧系列奖。此外，傑森·蘇戴西斯还获得了金球奖音乐及喜剧类剧集最佳男主角，以及美國演員工會獎最佳喜劇類影集男演員。

## 概要
美国人泰德·拉索是一名大学橄榄球教练，尽管没有执教足球的经验，却意外地被聘为英超球队瑞奇蒙(AFC Richmond)的教练。球队老板丽贝卡·韦尔顿雇用拉索，希望他能整垮队伍，以此来报复前任老板，她不忠的前夫。然而，泰德的魅力、个性和幽默开始赢得丽贝卡、球队以及那些对其任命持怀疑态度的人。

## 演員

### 主要演員
| 演員                                 | 角色                                           | 備註 |
| ------------------------------------ | ---------------------------------------------- | --- |
| 傑森·蘇戴西斯 Jason Sudeikis         | 泰德·拉索 Ted Lasso                            | 一位來自堪薩斯州威奇託的美國大學橄欖球教練，受聘執教英國足球隊瑞奇蒙(AFC Richmond)。他經常因其平易近人的樂觀態度和對這項運動的缺乏經驗而受到嘲笑，但他透過他善良而富有同情心的教練方式逐漸贏得了人們的支持。   |
| 漢娜·衛丁漢 Hannah Waddingham        | 蕾貝卡·韋爾頓 Rebecca Welton                   | 瑞奇蒙(AFC Richmond)的新老闆。最初僱用泰德是為了破壞團隊，但最終逐漸欣賞他並成為基利·瓊斯的導師和朋友。 |
| 傑里米·斯威夫特 Jeremy Swift         | 萊斯利·希金斯 Leslie Higgins                   | 膽怯但頑皮的足球營運總監。他有一個大家庭，有五個兒子。 |
| 菲爾·鄧斯特 Phil Dunster             | 傑米·塔特 Jamie Tartt                          | 一位才華橫溢但自負的年輕前鋒。 |
| 布雷特·戈德斯坦 Brett Goldstein      | 羅伊·肯特 Roy Kent                             | 一位經驗豐富的B2B中場球員、隊長，後來成為瑞奇蒙(AFC Richmond)的助理教練。肯特主要以頭腦發熱的愛爾蘭前足球員羅伊·基恩為原型。                                                                                   |
| 布蘭登・杭特 Brendan Hunt            | 比爾德教練 Coach Beard                         | 來自皮奧里亞是拉索腳踏實地、簡潔的長期助手和朋友。在第二季的第一集中，他的名字被透露為威利斯。 |
| 茱諾·坦普 Juno Temple                | 基利·瓊斯 Keeley Jones                         | 一名模特，在創辦自己的公司之前成為俱樂部的營銷和公共關係經理。 |
| 尼克·穆罕默德 Nick Mohammed          | 奈森“奈特”雪萊 Nathan "Nate" Shelley           | 他是瑞奇蒙(AFC Richmond)的前裝備員，後來成為助理教練，被公眾稱為“神奇小子”。他成為西漢姆聯足球俱樂部的主教練，直到賽季中期辭職。                                                                               |
| 莎拉・奈爾斯 Sarah Niles             | 莎朗·M·菲爾德斯頓醫生 Dr. Sharon M. Fieldstone | 一位嚴肅的運動心理學醫生。(第三季常設角色) |
| 安東尼·希德 Anthony Head             | 魯伯特·范曼尼昂 Rupert Mannion                 | 蕾貝卡(Rebecca) 懷恨在心、花心的前夫，AFC Richmond的前老闆，後來是西漢姆聯足球俱樂部(West Ham United) 的老闆。(第3季主要角色；第1季常設角色；第2季客串)                                                        |
| 托希布·吉莫 Toheeb Jimoh             | 山謬“山姆”奧比桑亞 Samuel "Sam" Obisanya       | 一名年輕的奈及利亞右後衛，後來轉為右翼球員。（第3季主要角色；第1-2季常設角色） |
| 克里斯托·費爾南德斯 Cristo Fernández | 丹尼·羅哈斯 Dani Rojas                         | 一位來自墨西哥的熱情年輕前鋒，在第一個賽季中段從傷病中恢復後加入。（第3季主要角色；第1-2季常設角色） |
| 柯拉·波金尼 Kola Bokinni             | 艾薩克·麥卡杜 Isaac McAdoo                     | 一名中後衛，擔任副隊長，後來晉升為隊長。（第3季主要角色；第1-2季常設角色） |
| 比利·哈里斯 Billy Harris             | 科林·休斯 Colin Hughes                         | 一位年輕的威爾士左翼球員，最初並未出櫃。（第3季主要角色；第1-2季常設角色） |
| 詹姆士·蘭斯 James Lance              | 特倫·特克里 Trent Crimm                        | 他是一名持懷疑態度的記者，曾在《獨立報》工作，但在第二季因揭露誰是洩露特德恐慌發作的匿名消息來源而被解僱；在第三季中，他正在寫一本關於俱樂部的書，最終標題為《瑞奇蒙之路》。（第3季主要角色；第1-2季常設角色） |

## 集数
| 季數 | 集数 | 集数 | 上線日期      | 上線日期      |
| 季數 | 集数 | 集数 | 首映          | 季终          |
| ---- | ---- | ---- | ------------- | ------------- |
| 1    | 10   | 10   | 2020年8月14日 | 2020年10月2日 |
| 2    | 12   | 12   | 2021年7月23日 | 2021年10月8日 |
| 3    | 12   | 12   | 2023年3月15日 | 2023年5月31日 |

## 制作

### 开发
该剧于2019年10月由Apple TV+委托制作，由傑森·蘇戴西斯再次扮演拉索一角。蘇戴西斯最初在2013年为NBC体育推广其英超联赛报道的一系列电视广告中扮演了这一角色，其中拉索被任命为托特纳姆热刺足球俱乐部新任主教练。电视制作人、《实习医生成长记》的创作者比尔·劳伦斯在2017年被请来围绕这个角色制作电视剧。该剧由華納兄弟電視公司和NBC子公司环球电视公司共同拥有，前者是劳伦斯的制作公司Doozer的总部，控制着该剧的发行权，后者是一个 "被动合作伙伴"。
2020年8月19日，Apple TV+续订了该系列第二季。后来第二季被扩大到12集。2020年10月28日，该系列续订了第三季 。

## 外部連結
- 互联网电影数据库（IMDb）上《泰德·拉索：錯棚教練趣事多》的资料（英文）
- 豆瓣电影上《泰德·拉索：錯棚教練趣事多》的資料 （简体中文）